# Nomia (Schiff, 1891)

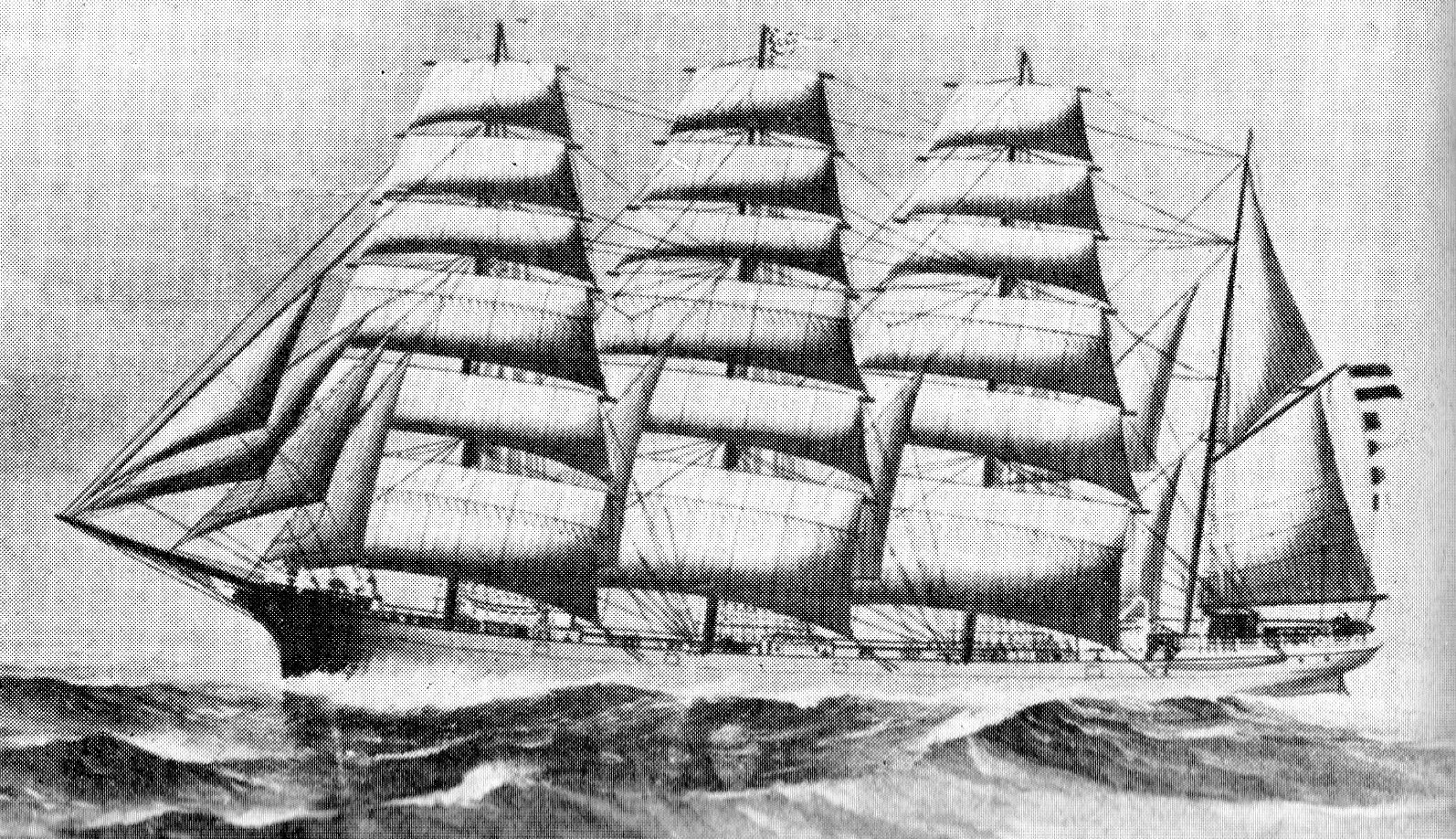
Deutsche Viermastbark NOMIA vor 1912. Schwarzweißreproduktion einer vermutlich farbigen Postkarte aus der Zeit vor 1912.

Die Nomia (ex britisch Tacoma, ex Auchencairn) war eine britische, später deutsche Viermastbark, die seit 1912 in der Tasmansee verschollen ist. Benannt war sie nach der Bergnymphe Nomia. 

## Technische Daten
- Schiffstyp: Viermastbark
- Bauwerft: Ritson-Werft, Maryport, England
- Stapellauf: 28. August 1891 als Tacoma
- Reederei: Bis 1897 Ritson, danach Visurgis, Bremen
- Größe: 1921 Registertonnen
- Länge: 85, m
- Breite: 12,2 m
- Tiefgang: 7,2 m
- Besatzung: 21 Mann
- Heimathafen: Bis 1897 Marypole, danach Bremen

## Geschichte
Die Bark wurde auf eigene Rechnung der Ritson-Werft gebaut und lief als Tacoma vom Stapel, wurde jedoch noch vor der Jungfernreise in Auchencairn umbenannt, offenbar nach der gleichnamigen schottischen Ortschaft. 
Die erste Reise führte nach Cardiff, wo die Auchencairn Kohle lud. Anschließend segelte sie nach San Francisco, wo sie am 21. März 1892 eintraf. Die Reisedauer betrug 118 Tage. Erst nach 18 Monaten erhielt sie eine Rückladung in Form von Weizen für Stockton-on-Tees. Die Auchencairn führte bis 1897 weitere Fahrten an die amerikanische Westküste, nach Südafrika und Australien durch.
1897 wurde die Bark an die Bremer Reederei Visurgis verkauft und in Nomia umbenannt. Sie war anschließend unter den Kapitänen B. F. Rowehl, C. Hasselmann und Wilhelm Christel Himme (* 12. Januar 1871 Lehe) in weltweiter Fahrt tätig. 
Am 10. Juli 1912 lief die Nomia unter Kapitän Himme mit 20 weiteren Besatzungsmitgliedern aus dem australischen Hafen Newcastle mit einer Ladung Kohlen für Antofagasta/Chile aus. Danach wurde das Schiff nie wieder gesichtet und gilt seitdem als verschollen. Die einzigen Nachrichten über den Untergang der Bark stammen von zwei Flaschenposten, die im Mai 1913 und im Februar 1914 in der Tasmanischen See bzw. in Neuseeland gefunden wurden. Danach war die Nomia mutmaßlich am 16. Juli 1912, also nur wenige Tage nach ihrem Auslaufen, in der Tasmanischen See in einem Hurrikan gesunken:

Monday, d. 16-7, 1912: Nomia sinking in a hurricane. 42 degrees s.l., 160 degrees east. Gott save us and everybody.
Auch später wurden weder Wracktrümmer noch Überreste der Besatzungsmitglieder gefunden. Die Ursache des Unglücks ist unbekannt, doch gab es Probleme mit der Ruderanlage, die möglicherweise in Australien unsachgemäß repariert wurde. Ob eine Seeamtsverhandlung stattfand, ist unbekannt. Eine der beiden Flaschenposten wurde 1913 von dem deutschen Konsul in Auckland, Carl Seegner, Kapitän Himme zugeordnet. Seegner konnte die Handschrift anhand älterer Konsulatsunterlagen als die von Himme identifizieren, der vermutlich 1905 mit der Bark Germania Auckland angelaufen hatte und im Schriftverkehr mit dem Konsulat stand.

## Liste der 21 verschollenen Besatzungsmitglieder
- Kapitän Wilhelm Christel Himme, geb. 12. Januar 1871, Lehe
- Erster Steuermann Max August Albert Sydow, geb. 23. September 1879, Demmin
- Zweiter Steuermann Karl Otto Haase, geb. 15. November 1885, Dresden
- Schiffszimmermann Christian Fr. Jens, geb. 5. August 1890 Sophienhöhe, Kiel
- Segelmacher Johann Peter Popoff, geb. 16. Januar 1855, Wirma/Russland
- Matrose Gerhard Fr. W. Wiesemann, geb. 28. Juli 1881, Bremen
- Matrose Jan Ed. Gerhard Haak, geb. 29. Juni 1889, Norden
- Matrose Wilhelm Diedrich Bultmann, geb. 17. Oktober 1890, Bremen
- Matrose Max Theodor Eder, geb. 2. September 1892, Brunsbüttel
- Matrose Johann August Eckmann, geb. 5. September 1892, Augsburg
- Matrose Peter Alexander Rebling, geb. 2. September 1892, Altenahr
- Matrose Albert Karl Heinrich Heitmann, geb. 15. Januar 1894, Lehe
- Matrose H. Fr. Paul Kollewe, geb. 18. Oktober 1894, Hamburg
- Leichtmatrose Gerhard Folkert de Vries, geb. 3. Juni 1892, Leer
- Leichtmatrose Louis W. Georg O. Müller, geb. 3. Oktober 1893, Großalmerode
- Leichtmatrose Ernst Hermann Delorme, geb. 13. Februar 1894, Magdeburg
- Schiffsjunge Emil Julius Hans Schneider, geb. 21. April 1894, Carzig/Neumark
- Schiffsjunge Emil Friedrich Herrenschmidt, geb. 27. Dezember 1894, Bornach
- Kesselwärter Rudolf Robert Roland, geb. 14. Dezember 1897, Hamburg
- Schiffskoch Johann Andreas Pitzing, geb. 3. Juli 1853, Wandsbeck
- Steward Emil Beyer, geb. 20. Oktober 1893, Lehe.